# Eduardo Montealegre
Eduardo Montealegre Rivas, de son nom complet Eduardo Montealegre Rivas, né le 9 mai 1955 à Managua (Nicaragua) est un homme politique nicaraguayen.
Il est marié avec Eliza McGregor Raskosky et père de quatre enfants.

## Biographie
Montealegre a fréquenté l'université Brown, dont il est sorti diplômé en sciences économiques en 1976, puis l'université Harvard, où il a obtenu, en 1980, un Master of Business Administration avec spécialisation en finance et planification stratégique. À l'issue de ses études, il est devenu homme d'affaires au Nicaragua. 	 
Durant le mandat du président Arnoldo Alemán, Eduardo Montealegre est entré au gouvernement, en 1998, comme « ministre à la présidence ». En 1999 et 2000, il change d'attributions pour prendre le portefeuille des Affaires étrangères puis, après l'accession à la présidence d'Enrique Bolaños Geyer au début de 2002, comme ministre des Finances et du Crédit public, jusqu'en 2003.
Jusque-là membre du Partido Liberal Constitucionalista (PLC, Parti libéral constitutionnel), il en démissionne, ainsi que des fonctions ministérielles, après la condamnation de l'ancien président Arnoldo Alemán pour détournement de fonds, mais qui, pour « raisons de santé », purge sa peine dans sa propriété nicaraguayenne et continuerait, en coulisses, à contrôler le PLC.
Eduardo Montealegre dénonce également l'existence d'un « pacte » qui lierait l'ancien président Alemán à l'un de ses anciens adversaires, Daniel Ortega, ancien président de la République (de 1985 à 1990) et leader des sandinistes, candidat à l'élection présidentielle du 5 novembre 2006.
Eduardo Montalegre se présente ouvertement comme un champion de la lutte contre la corruption et, à ce titre, mais aussi en raison de son opposition à un retour aux affaires des sandinistes, il a reçu un soutien appuyé de l'ambassadeur des États-Unis au Nicaragua.
Il est lui-même soupçonné d'avoir profité de son passage à la tête de la Banque centrale nicaraguayenne pour s'enrichir illégalement et, à ce titre, a été l'objet de l'attention d'une commission d'enquête au sein de l'Assemblée nationale renouvelée en même temps que le président de la République et dont les pouvoirs expireront en janvier 2007.
Il est candidat à l'élection présidentielle du 5 novembre 2006, avec le soutien de l'Alianza Liberal Nicaragüense (ALN, « Alliance libérale nicaraguayenne ») et du Partido Conservador (PC, « Parti conservateur »).
Les derniers sondages d'opinion publiés avant le vote du 5 novembre 2006 prédisaient à Eduardo Montealegre la seconde place dans le scrutin, loin derrière Daniel Ortega, candidat pour la 5e fois consécutive (en 1984, où il fut élu, en 1990, où il fut battu par Violeta Chamorro, en 1996, où il fut battu par Arnoldo Alemán et en 2001, où il fut battu par Enrique Bolaños). Ces sondages accordaient entre 21 et 26 % des suffrages exprimés à Eduardo Montealegre et créditaient tous Daniel Ortega d'un score supérieur à 30 %. Ortega est élu au premier tour et Montealegre obtient un score de 28,30 % (soit 693 391 voix). En 2008 il se presente comme candidat de l'ALN à la Mairie du Managua, capital du Nicaragua et il conteste les résultats.

## Sources
- (en) Cet article est partiellement ou en totalité issu de l’article de Wikipédia en anglais intitulé « Eduardo Montalegre Rivas » (voir la liste des auteurs).